# 塞內加爾航空
塞內加爾航空集團（法語：Groupe Air Sénégal），營運名稱為塞內加爾航空（英語：Senegal Airlines），是一家總部位於塞內加爾达喀尔-约夫-利奥波德·塞达尔·桑戈尔国际机场的航空公司，經營來往塞內加爾的定期航班。

## 歷史
塞內加爾國際航空於2009年結業後，塞內加爾政府成立了新的塞內加爾航空亦於2011年1月25日首航，新的塞內加爾航空的64%股權為私人擁有。
2016年4月12日，由於塞內加爾航空債台高築，政府宣佈結束塞內加爾航空的營運，並計劃成立新的航空公司取代塞內加爾航空。

## 機隊

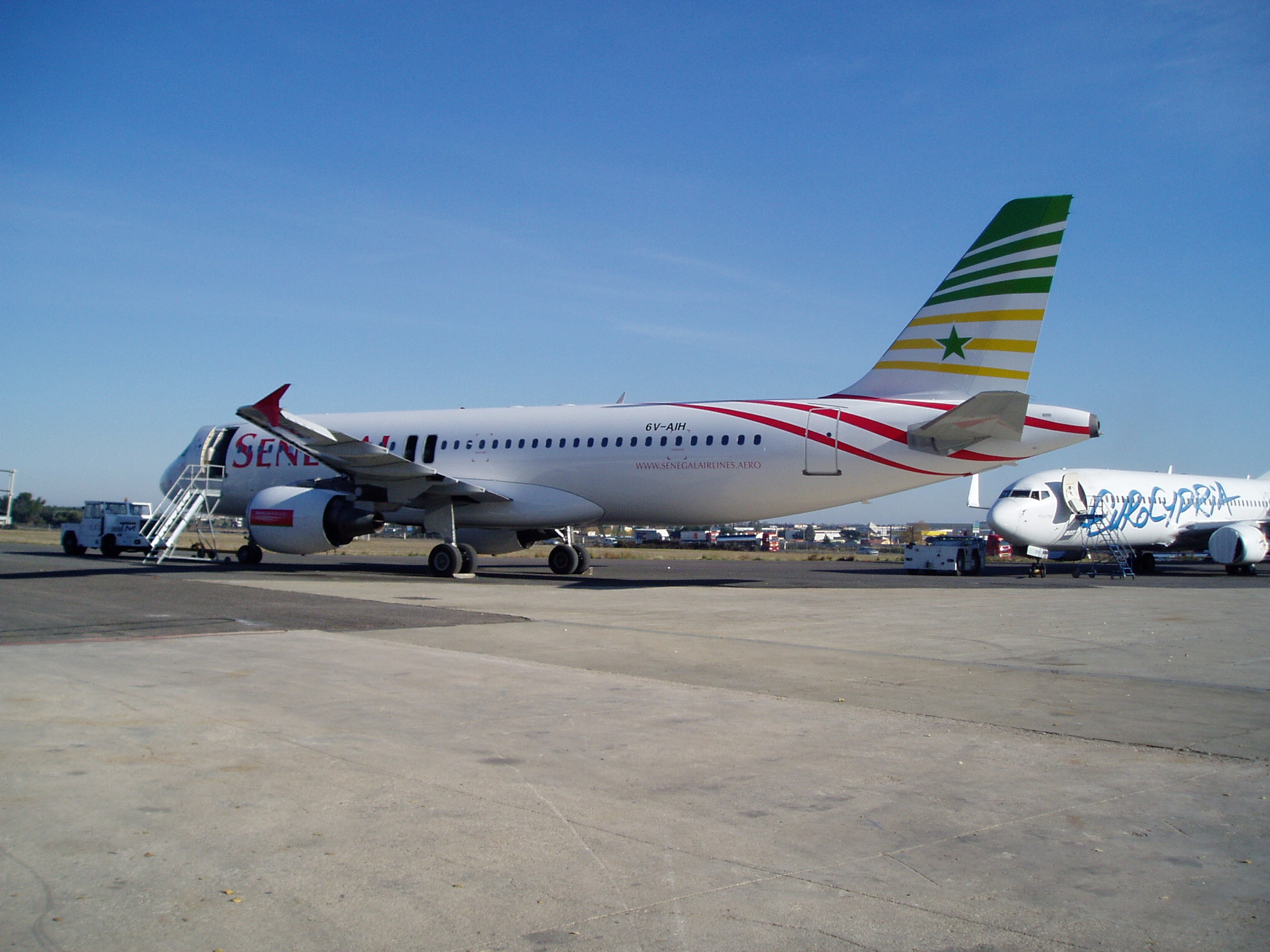
2010年的塞內加爾航空空中巴士A320-200客機

截至2016年4月，塞內加爾航空機隊如下：
| 機型             | 服役中 | 載客量 | 備註 |
| ---------------- | ------ | ------ | ---- |
| 空中巴士A320-200 | 2      | 164    |      |
| Dash 8 Q-400     | 2      | 74     |      |
| Total            | 4      |        |      |